# Cypripedium guttatum
Spotted Lady's Slipper (Cypripedium guttatum) là một loài lan trong chi Cypripedium.

## Hình ảnh

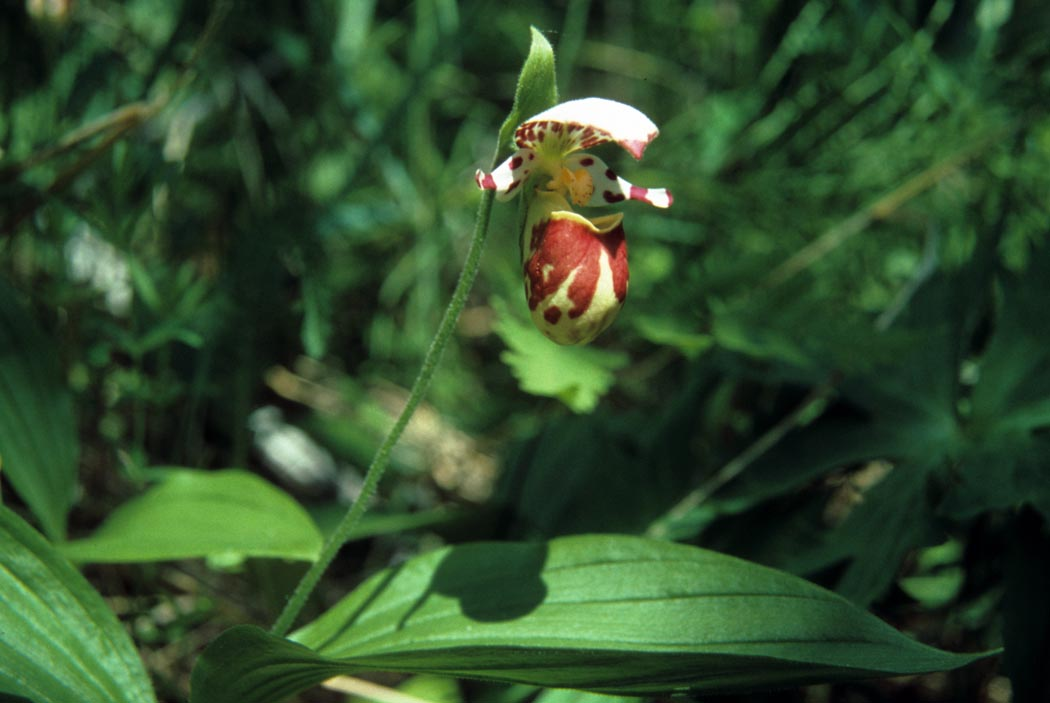
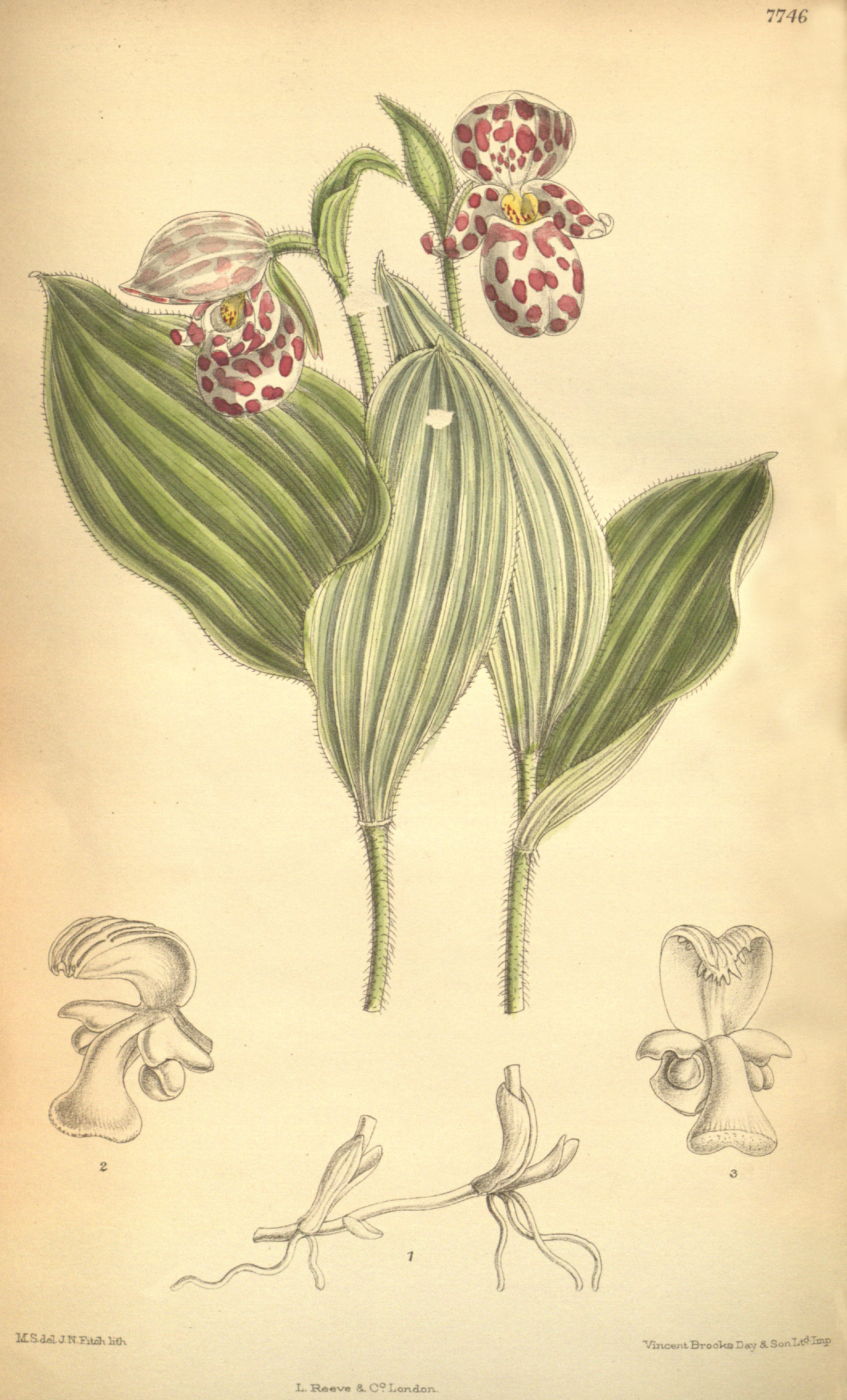
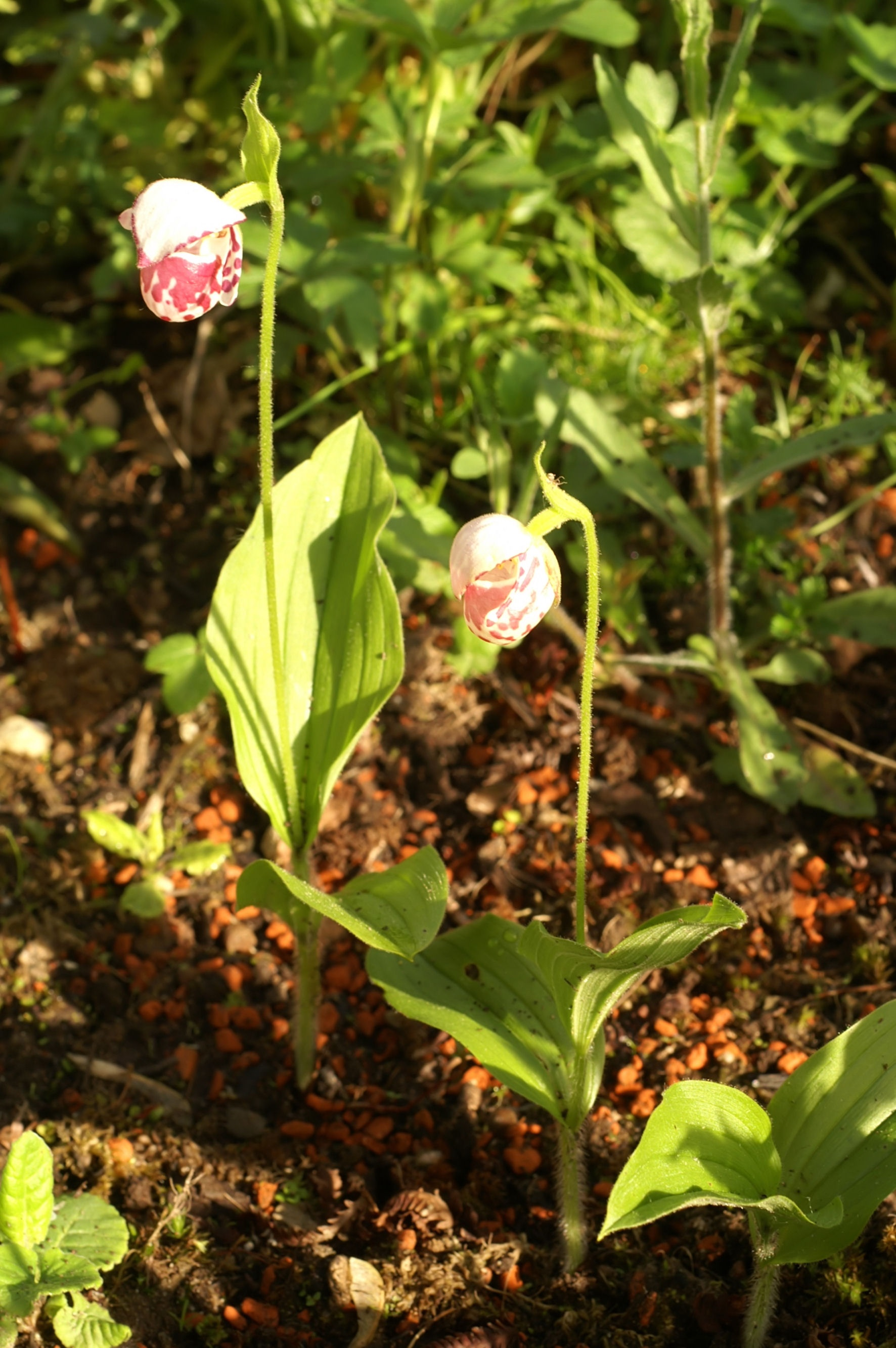
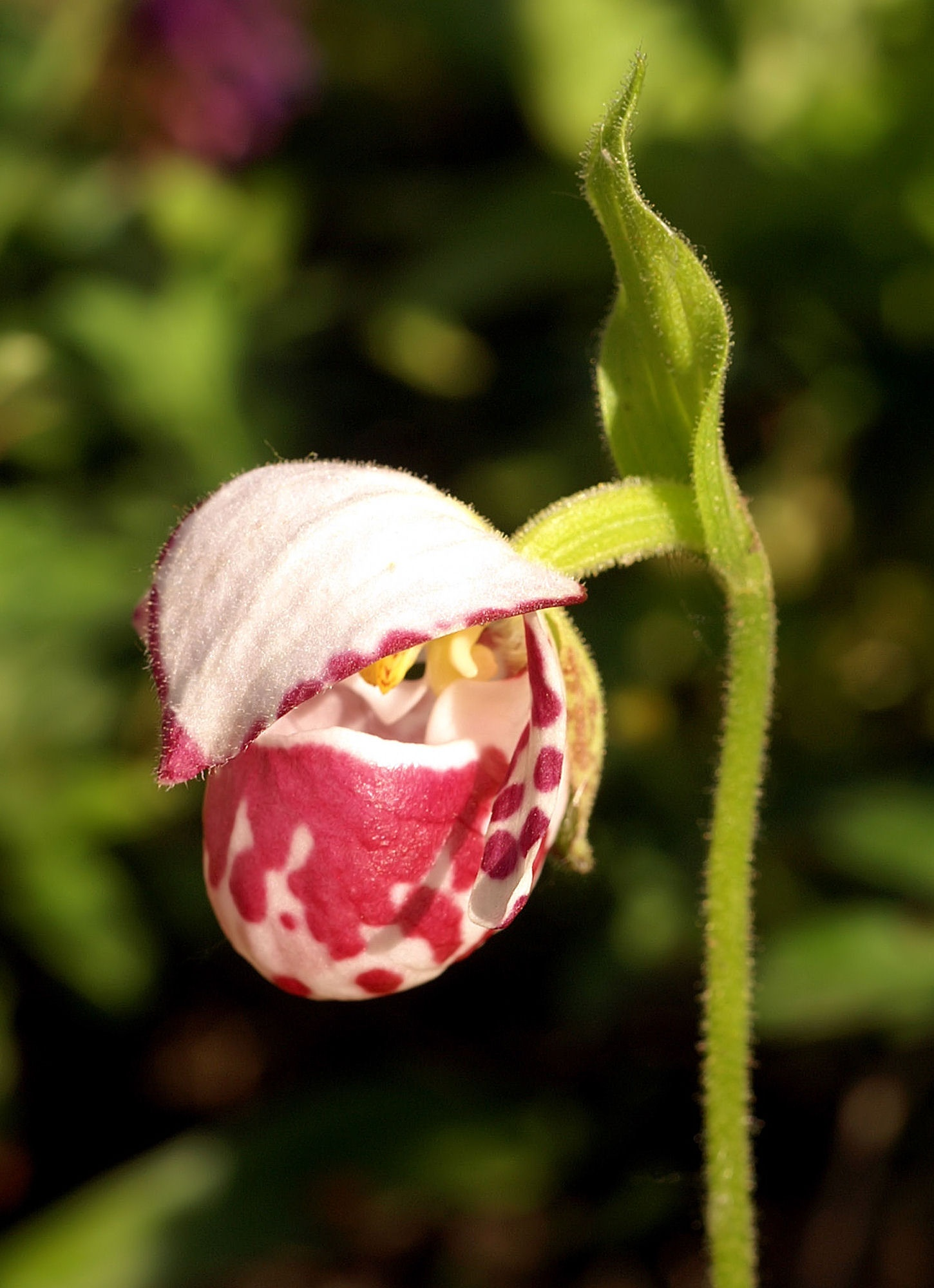